# Marcel Petiot

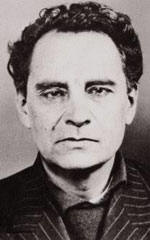
Marcel Petiot

Marcel André Henri Félix Petiot (* 17. Januar 1897 in Auxerre; † 25. Mai 1946 in Paris) war ein französischer Arzt und Serienmörder.
Während der deutschen Besatzung Frankreichs im Zweiten Weltkrieg erschlich er sich das Vertrauen untergetauchter Flüchtlinge und bot ihnen an, sie außer Landes zu bringen. In seinem Haus ermordete er die Flüchtlinge und beraubte sie. Ihm konnte die Tötung von mindestens 27 Menschen nachgewiesen werden. Darunter war auch eine ganze Familie.

## Früheres Leben
Marcel Petiot wurde am 17. Januar 1897 in Auxerre in Frankreich geboren. Später wurde behauptet, er sei bereits in seiner Kindheit und Jugend durch Straftaten auffällig gewesen. Es ist jedoch unklar, ob diese Behauptungen im Nachhinein für die Öffentlichkeit erfunden wurden. Tatsächlich diagnostizierte ein Psychiater bei ihm am 26. März 1914 eine geistige Erkrankung. Marcel Petiot wurde zudem mehrfach aus der Schule ausgeschlossen. Er beendete im Juli 1915 seine Ausbildung in einer speziellen Lehranstalt in Paris.
Während des Ersten Weltkrieges wurde Marcel Petiot im Januar 1916 in die Armee, in die französische Infanterie einberufen. Er wurde in der Schlacht an der Aisne verwundet, erlitt eine Gasvergiftung und wies Symptome eines Nervenzusammenbruchs auf. Er wurde in verschiedene Erholungsstätten geschickt, wo er wegen Diebstahls von Armeedecken verhaftet wurde. Man sperrte ihn in Orléans ein. In einem psychiatrischen Krankenhaus in Fleury-les-Aubrais wurden bei Marcel Petiot erneut verschiedene Geisteskrankheiten diagnostiziert. Im Juni 1918 wurde er zurück an die Front geschickt. Nachdem er sich drei Wochen später selbst in den Fuß geschossen hatte, wurde er im September in ein anderes Regiment versetzt. Eine neue klinische Diagnose führte zu seiner Entlassung. Er erhielt infolgedessen eine Invalidenrente.

## Berufliche Entwicklung
Nach dem Krieg nahm Marcel Petiot an einem Programm für eine verkürzte Ausbildung für Kriegsveteranen teil, schloss sein Medizinstudium in acht Monaten ab und wurde Praktikant in einem psychiatrischen Krankenhaus in Évreux. Seinen Abschluss in Medizin erhielt er im Dezember 1921.
Anschließend zog er nach Villeneuve-sur-Yonne und erhielt für seine Tätigkeiten sowohl von Patienten als auch von staatlichen medizinischen Unterstützungsfonds Geld. Bereits zu dieser Zeit gebrauchte er süchtig machende Betäubungsmittel.
Marcel Petiots erstes Opfer könnte Louise Delaveau, die Tochter eines älteren Patienten, gewesen sein. Mit ihr unterhielt er 1926 eine Affäre. Louise Delaveau verschwand im Mai. Nachbarn berichteten später, dass sie Marcel Petiot gesehen hätten, wie er eine große Truhe, ähnlich der, in der später Delaveaus Leiche gefunden wurde, in sein Fahrzeug lud. Die Polizei ermittelte zunächst, tat das Verschwinden von Louise Delaveau jedoch als ein wahrscheinlich gewöhnliches Davonlaufen ab.
Im gleichen Jahr kandidierte Marcel Petiot als Bürgermeister in seiner Stadt. Er beschäftigte einen Helfer, um selbst den politischen Debatten mit seinen Gegnern zu entgehen, und gewann die Wahl. Als er in seinem Amt war, unterschlug Marcel Petiot Geld der Stadt.
1927 heiratete er Georgette Lablais. Im nächsten Jahr wurde ihr Sohn Gerhardt geboren.
Der örtliche Präfekt erhielt zahlreiche Beschwerden über Marcel Petiots Diebstähle und dubiose Geschäfte. Im August 1931 wurde er von seinem Amt als Bürgermeister suspendiert und trat daraufhin zurück. Der Gemeinderat trat aus Sympathie ebenfalls zurück. Fünf Wochen später, am 18. Oktober, wurde Marcel Petiot zum Stadtrat für den Bezirk Yonne gewählt.
1932 wurde Marcel Petiot wegen Diebstahls elektrischer Energie vom Ort Villeneuve-sur-Yonne angeklagt und verlor seinen Sitz im Gemeinderat. In der Zwischenzeit zog Petiot nach Paris.
In Paris warb Marcel Petiot Patienten mit fiktiven Berechtigungsnachweisen und kreierte eindrucksvolle Reputationen für seine Praxis unter der Anschrift 66 Rue Caumartin. In diesem Zusammenhang entstanden Gerüchte um illegale Abtreibungen und übermäßige Verschreibungen von Suchtmitteln. 1936 wurde Marcel Petiot zum médecin d’état-civil mit der Berechtigung zur Ausstellung von Totenscheinen berufen. Im gleichen Jahr wurde er kurzzeitig wegen Kleptomanie eingewiesen, aber bereits im folgenden Jahr wieder entlassen.
Nach dem Ausbruch des Zweiten Weltkrieges und dem Fall Frankreichs begann Marcel Petiot, falsche Krankenscheine für französische Bürger auszustellen, die zur Zwangsarbeit nach Deutschland einberufen wurden. Zudem behandelte er kranke Arbeiter, die zurückgekehrt waren.
Im Jahre 1941 kaufte Marcel Petiot ein Haus unter der Anschrift 21 rue le Sueur.
Im Juli 1942 wurde er wegen übermäßiger Verschreibung von Betäubungsmitteln verurteilt, obwohl zwei Suchtkranke, die gegen ihn aussagen sollten, verschwunden waren. Marcel Petiot erhielt eine Geldstrafe von 2.400 Francs.
Nach eigenen Erzählungen soll Marcel Petiot geheime Waffen entwickelt haben, die angeblich Deutsche töteten, ohne forensische Spuren zu hinterlassen. Zudem habe er Treffen auf höchster Ebene mit den Alliierten gehabt, sei in Widerstandsbewegungen aktiv gewesen (z. B. indem er überall in Paris Sprengfallen legte) und habe mit einer (nicht existenten) Gruppe spanischer Antifaschisten zusammengearbeitet.

## Das falsche Fluchtnetzwerk
Die lukrativste Aktivität von Marcel Petiot war die falsche Fluchtstrecke Fly-Tox. Er gab sich den Codenamen „Dr. Eugène“ und akzeptierte jeden Flüchtling, der sich seinen Preis in Höhe von 25.000 Francs pro Person leisten konnte. Dabei war ihm gleichgültig, ob es Juden, Widerstandskämpfer oder gewöhnliche Kriminelle waren. Seine Gehilfen Raoul Fourrier, Edmond Pintard und René-Gustave Nézondet führten ihm seine Opfer zu. Petiot behauptete, er könne eine sichere Passage nach Argentinien oder in jedes andere beliebige Land in Südamerika über Portugal arrangieren. Unter dem Vorwand, die argentinischen Behörden verlangten Impfungen, injizierte er seinen Opfern eine tödliche Dosis Cyanid. Dann raubte er sie aus und ließ die Leichen verschwinden: Anfangs warf er sie in die Seine, später löste er sie in ungelöschtem Kalk auf oder verbrannte sie.
Ein Fehler Marcel Petiots war es, nicht unauffällig zu bleiben. Wahrscheinlich wusste die Gestapo bereits über ihn Bescheid. Im April 1943 erfuhr die Gestapo alles über die angebliche Fluchtstrecke von Marcel Petiot. Der Gestapo-Agent Robert Jodkum zwang den Gefangenen Yvan Dreyfus, das vermutete Netzwerk zu nutzen. Doch Yvan Dreyfus verschwand einfach. Ein späterer Informant infiltrierte erfolgreich die Unternehmung und die Gestapo nahm u. a. Marcel Petiots Gehilfen Raoul Fourrier, Edmond Pintard und René-Gustave Nézondet fest. Unter Folter gestanden sie, dass „Dr. Eugène“ Marcel Petiot war. René-Gustave Nézondet wurde später entlassen. Drei andere Gefangene verbrachten acht Monate wegen Verdachts der Unterstützung jüdischer Flüchtlinge im Gefängnis. Selbst unter Folter konnten sie keine anderen Mitglieder der Widerstandsbewegung identifizieren, da sie tatsächlich keine kannten. Die Gestapo entließ die drei Männer im Januar 1944.

## Entdeckung
Am 6. März 1944 bemerkten Nachbarn, dass der Rauch vom Schornstein des Hauses in der 21 Rue le Sueur in Paris gesundheitsschädlich roch. Als sich die Nachbarn am 11. März beschweren wollten, fanden sie an der Tür eine Nachricht, dass der Bewohner für einen Monat außer Haus sei.
Die Nachbarn informierten die Polizei und erklärten, dass Marcel Petiot Eigentümer des Hauses sei. Als die Polizei Marcel Petiot anrief, sagte er ihnen, dass sie auf ihn warten sollen. 30 Minuten später musste die Polizei die Feuerwehr hinzuziehen, um das sich verstärkende Feuer zu löschen. Die Feuerwehr drang durch ein Fenster in der zweiten Etage ein und fand Körper und Körperteile.
Als Marcel Petiot ankam, behauptete er, Mitglied des französischen Widerstandes zu sein, und behauptete ferner, dass die Körper von Deutschen, Verrätern und Kollaborateuren seien. Da die Menschen grundsätzlich die Aktivitäten der Widerstandsbewegung billigten, weigerte sich die Polizei, Marcel Petiot gefangen zu nehmen, und ließ ihn ziehen. Als die Polizei die Garage durchsuchte, fand sie eine Grube mit ungelöschtem Kalk und menschlichen Überresten darin. Auch auf der Treppe fand die Polizei einen Leinensack mit menschlichen Überresten. Insgesamt fand man Körperteile von mindestens zehn Menschen.

## Ermittlungen
Der berühmte Pariser Polizeikommissar Georges-Victor Massu übernahm die Aufsicht über die Ermittlungen. Sein erstes Problem war, herauszufinden, ob Marcel Petiot für die Widerstandsbewegung oder für die Gestapo tötete. Die letztere Möglichkeit erübrigte sich, als er ein Telegramm erhielt, in dem die Deutschen die Festnahme von Marcel Petiot als „gefährlichen Wahnsinnigen“ anordneten.
Die Polizei fand Marcel Petiots Wohnung in der Rue Caumartin verlassen vor. Sie konnte dort jedoch große Mengen Chloroform, Digitalis und verschiedene andere Gifte sowie eine große Menge gewöhnlicher medizinischer Heilmittel vorfinden.
Der Gestapo-Agent Robert Jodkum erzählte der Polizei, dass die Gestapo Marcel Petiot wegen Verdachts der Fluchthilfe von Juden gefangen genommen hatte. Die Polizei konnte zudem einen Mann ausfindig machen, der eine Flucht beabsichtigte, es sich jedoch anders überlegt hatte. Er erzählte, dass Marcel Petiot ihm eine Passage nach Südamerika für 25.000 Francs angeboten hatte.
Es gelang der Polizei, zwei Opfer zu identifizieren, die im Jahre 1942 als Zeugen beim Strafverfahren gegen Marcel Petiot wegen Betäubungsmittelmissbrauchs hatten aussagen sollen. Damit hatte die Polizei erstmals einen Beweis für ihren Verdacht, dass die Zeugen ermordet worden waren.
Marcel Petiots Bruder Maurice gestand, dass er im Auftrag von Marcel Petiot ungelöschten Kalk zum Haus seines Bruders geliefert hatte. Maurice wurde wegen Verschwörung zum Mord angeklagt und ins Gefängnis gesperrt. Auch seine Frau Georgette Petiot wurde wegen Verdachts der Beihilfe gefangen genommen. Das gleiche Schicksal ereilte Marcel Petiots Gehilfen René-Gustave Nézondet, Porchon sowie Albert und Simone Neuhausen, die gestanden, bei der Entfernung der Koffer geholfen zu haben.
Am 6. Juni 1944 musste die Polizei die Ermittlungen unterbrechen, als die alliierte Invasion der Normandie begann.

## Flucht und Gefangennahme
Sieben Monate lang versteckte sich Petiot bei Freunden. Er behauptete, die Gestapo sei auf der Suche nach ihm, da er Deutsche und Informanten getötet habe. Wahrscheinlich versteckte er sich zusammen mit einem seiner Patienten, Georges Redouté. Petiot ließ sich einen Bart wachsen und nahm verschiedene Decknamen an.
Als sich der französische Widerstand und die Pariser Polizei gegen die deutschen Truppen in Paris erhoben, nahm Marcel Petiot den Namen „Henri Valeri“ an und trat in die Forces françaises de l’intérieur, FFI, ein. Er wurde Hauptmann und übernahm die Leitung der Spionageabwehr und der Vernehmung der Gefangenen.
Als die Zeitung Resistance einen Artikel über Petiot veröffentlichte, erhielt sein Strafverteidiger aus dem Strafverfahren wegen Betäubungsmittelmissbrauchs im Jahre 1942 einen Brief, in dem ein angeblich von Petiot betreuter Flüchtling behauptete, die veröffentlichten Anschuldigungen seien Lügen. Dies überzeugte die Polizei davon, dass sich Petiot noch immer in Paris aufhielt. Die Suche begann erneut. Unter den gesuchten Personen war auch ein „Henri Valeri“. Petiot wurde schließlich am 31. Oktober an einer Pariser Metrostation erkannt und festgenommen. Bei ihm wurden eine Pistole, 31.700 Francs und 50 verschiedene Identifikationsunterlagen gefunden.

## Gerichtsverhandlung und Verurteilung
Marcel Petiot wurde in den Todestrakt des Gefängnisses La Santé verlegt. Er behauptete noch immer, unschuldig zu sein und nur Feinde Frankreichs getötet zu haben. Die Leichen in seinem Haus in der 21 Rue le Sueur habe er im Februar 1944 gefunden und sei davon ausgegangen, dass es sich um Kollaborateure handelte, die von Mitgliedern seines „Netzwerkes“ getötet worden seien.
Die Polizei fand heraus, dass Marcel Petiot keine Verbindung zu den bekannten Widerstandsgruppen hatte. Einige der von Marcel Petiot angegebenen Gruppen hatten nie existiert.
Der Staatsanwalt klagte Marcel Petiot wegen zumindest 27 Morden aus Habgier an. Die Höhe seiner Beute wurde auf 200 Mio. Francs geschätzt.
Marcel Petiot kam am 19. März 1946 vor Gericht und wurde wegen 135 Straftaten angeklagt. Sein Verteidiger René Floriot trat gegen eine Arbeitsgruppe aus Staatsanwälten und zwölf zivilen Anwälten an. Die Anwälte wurden von den Verwandten von Marcel Petiots Opfern beauftragt. Marcel Petiot verspottete die Staatsanwälte und behauptete, die Opfer seien Kollaborateure, Deutsche oder Doppelagenten gewesen und dass verschwundene Menschen in Südamerika unter neuen Namen am Leben seien. Er gab an, nur neunzehn der 27 in seinem Haus gefundenen Opfer getötet zu haben. Sie seien ein Teil der insgesamt 63 getöteten „Feinde“ gewesen. Sein Verteidiger René Floriot versuchte, Marcel Petiot als Held der Widerstandsbewegung darzustellen. Doch die Richter und Geschworenen zeigten sich unbeeindruckt. Marcel Petiot wurde am 4. April 1946 wegen 27-fachen Mordes zum Tod verurteilt.
Am 25. Mai 1946 um 5.06 Uhr wurde Marcel Petiot in Paris von Scharfrichter Jules-Henri Desfourneaux hingerichtet. Zum ersten Mal seit dem 30. April 1944 wurde in Paris wieder die Guillotine genutzt. Die Vorbereitung der Hinrichtung zog sich einige Tage hin, da es Probleme bei der Auslösevorrichtung der Guillotine gab.

## Film
Der Fall des Serienmörders Marcel Petiot aus dem Zweiten Weltkrieg war Gegenstand mehrerer Verfilmungen. Der Spanier José Luis Madrid verfilmte die wahre Geschichte 1973 unter dem Titel Los Crímenes de Petiot. Erfolgreicher war 1990 die französische Produktion Dr. Petiot (Docteur Petiot) von Christian de Chalonge, die dem Hauptdarsteller Michel Serrault eine César-Nominierung einbrachte.

## Belletristik
Ulrich Tukur verarbeitete die Verbrechen Petiots in seinem ersten Roman Der Ursprung der Welt (2019).

### Deutschsprachige Literatur
- Hans Pfeiffer: Der Zwang zur Serie – Serienmörder ohne Maske, Militzke Verlag, OA (1996), ISBN 3-86189-729-6
- R.A. Stemmle: Reise ohne Wiederkehr. Non Stop-Bücherei: Berlin-Grunewald (Copyright 1951 Herbig Verlagsbuchhandlung: Berlin-Grunewald)